# Parafia Najświętszej Maryi Panny Królowej w Gródku nad Dunajcem
Parafia Najświętszej Maryi Panny Królowej w Gródku nad Dunajcem – parafia rzymskokatolicka w dekanacie Zakliczyn w diecezji tarnowskiej. Mieści się pod numerem 135. Powstała w 1996. Parafię prowadzą księża diecezjalni.